# Oldřich Nejedlý
Oldřich Nejedlý, född 26 december 1909 i Žebrák, död 11 juni 1990 i Rakovník, var en tjeckoslovakisk fotbollsspelare, mest känd för att ha vunnit skytteligan i VM 1934, på 5 mål.

## Karriär

### I klubblag
Nejedlý tillbringade hela sin klubblagskarriär i Sparta Prag där han gjorde 161 mål på 187 matcher. Med klubben vann han den tjeckoslovakiska ligan fyra gånger: 1932, 1936, 1938 och 1939; så också Mitropa Cup 1935. Med 18 mål på 38 matcher för SK Rakovník 1943, 1944 och 1946 innebar det att han totalt kom upp i 180 mål på 225 matcher under sin klubblagskarriär. 

### I landslag
Nejedlý gjorde 29 mål på 44 matcher för Tjeckoslovakiens landslag och deltog i två VM-slutspel, 1934 och 1938. Under VM 1934 gjorde han fem mål och vann skytteligan i turneringen och tilldelades också Fifa:s bronssko som VM:s tredje bästa spelare. Under VM-slutspelet i Frankrike 1938 gjorde han två mål .
Det hade säkert blivit fler mål för Nejedlý i både klubblag och landslag om han 1938 inte brutit benet, vilket tvingade honom att avsluta karriären i förtid.

## Död
Nejedlý avled vid 80 års ålder den 11 juni 1990.